# تساروتس (استان دوبریچ)
تساروتس (به بلغاری: Tsarevets) یک منطقهٔ مسکونی در بلغارستان است که در شهرستان دوبریچکا واقع شده‌است.